# Тихнови
Тихнови (пол. Tychnowy, нім. Tiefenau) — село в Польщі, у гміні Квідзин Квідзинського повіту Поморського воєводства.
Населення — 773 особи (2011).
У 1975-1998 роках село належало до Ельблонзького воєводства.

## Демографія
Демографічна структура станом на 31 березня 2011 року:
|          | Загалом | Допрацездатний вік | Працездатний вік | Постпрацездатний вік |
| -------- | ------- | ------------------ | ---------------- | -------------------- |
| Чоловіки | 375     | 92                 | 260              | 23                   |
| Жінки    | 398     | 104                | 240              | 54                   |
| Разом    | 773     | 196                | 500              | 77                   |